# Port-le-Grand
Port-le-Grand is een gemeente in het Franse departement Somme (regio Hauts-de-France) en telt 312 inwoners (1999). De plaats maakt deel uit van het arrondissement Abbeville.

## Geografie
De oppervlakte van Port-le-Grand bedraagt 11,4 km², de bevolkingsdichtheid is 27,4 inwoners per km².
De onderstaande kaart toont de ligging van Port-le-Grand met de belangrijkste infrastructuur en aangrenzende gemeenten.

## Demografie
Onderstaande figuur toont het verloop van het inwonertal (bron: INSEE-tellingen).